# Marie-Louise Pichot
Marie-Louise Pichot (1885–1947) foi uma pintora impressionista francesa.

## Biografia
Marie-Louise Pichot era uma conhecida artista do distrito de Montmartre. Ela inspirou-se no trabalho dos impressionistas e focava-se principalmente, através dos seus trabalhos, em representações do corpo feminino, do nu ou na pintura de naturezas mortas.
Em fevereiro de 1937, ela participou na exposição colectiva “ Les femmes artistes d'Europe exposent au Jeu de Paume” organizada no Jeu de Paume, homenageando as obras de mulheres artistas contemporâneas de toda a Europa.